# アルテイルネット
アルテイルネット(Alteil.Net)は、GPコアエッジが運営するオンラインカードゲームコミュニティの名称である。2006年11月にデックスエンタテインメントより運営が開始された。その後、2008年4月にゲームポットより設立された子会社のGPコアエッジに運営を譲渡し現在に至っている。

## 概要
アルテイル、ラヴァートヒーローズ、ミラージュマスター（神経衰弱）、ナポレオン、アルテイル2の五つのゲームが提供されている。グランというゲーム内通貨を使用しており、有料にて購入することが出来る。グランを使用することによりアルテイル、ラヴァートヒーローズ、アルテイル2のゲーム内で共通して使えるカードを購入することが出来る。
ミラージュマスター、ナポレオンは無料で提供されている。

## 事件・問題
アルテイル2問題
- 2008年9月5日、GPコアエッジは新タイトル『アルテイル2』を2008年初冬にサービス開始することを発表した。しかし、直前までアルテイル2に追加される予定のない過去のEXカードパックを再発売していた。

- 10月29日から11月4日の間、アルテイル2のクローズドベータテストが行われたが、基本システムが既存のアルテイルと何も変わらない上に、回線切断などのバグが頻発しており、新作として発表できる状態ではなかった。

- GPコアエッジ社長、宮本貴志は自身のブログの11月9日の記事にて「先日のベータテストにて、皆様のご協力でほぼバグもなくなり11日には快適な状態でアルテイル２をリリースすることができそうです。＾＾」と書いたが、11日にオープンしたところ、実際にはバグが直っていなかったことが明らかとなった。また、オープン初日はサーバーが異常に重く、快適どころか対戦をすることさえままならなかった。

- 12月11日、公式HPにて「ゲームが続行不可能になるバグの原因が掴めない」といった旨の文章が掲載された。その後、少なくとも３度バグ修正が行われたが、21日現在も同様のバグが発生している。

個人情報流出問題
- 12月8日、ユーザーへのキャンペーン当選の連絡を電子メールにて行った際、送信先メールアドレス（100件）を全てToで送信したため、この100 人のメールアドレスが他の受信者に見える形となった。
- この事件に対しては、公式HPに謝罪文が掲載され、再びこのようなことが起きないよう情報管理及び社内体制整備を徹底すると書かれていたが、確認されているだけで3回は同じミスによる個人情報流出が発生している。